# Asociación Olímpica y de los Juegos Commonwealth de Seychelles
La Asociación Olímpica y de los Juegos Commonwealth de Seychelles (código de COI: SEY) es el Comité Olímpico Nacional que representa a Seychelles. Fue creada en 1979. 

## Presidentes del Comité
- 1992–al presente – Antonio Gopal